# Chiesa di Sant'Eulalia (Cagliari)
La chiesa collegiata di Sant'Eulalia è la chiesa parrocchiale del quartiere della Marina, nel centro storico di Cagliari. Ubicata al centro del quartiere in posizione elevata rispetto all'edificato circostante, la chiesa è preceduta da un'ampia scalinata.

## Storia
Il tempio venne edificato dagli Aragonesi in stile gotico catalano intorno al 1370, probabilmente sopra la chiesa duecentesca di Santa Maria del Porto, e intitolato alla martire Eulalia, patrona della città di Barcellona.
Nel 1620 l'arcivescovo di Cagliari Francisco de Esquivel insignì del titolo di collegiata la parrocchia di Marina, che tra il XVII e il XVIII secolo venne riammodernata in stile barocco e arricchita di numerosi arredi marmorei.
La chiesa venne pesantemente rimaneggiata nel corso del XX secolo. Gli ultimi restauri, compiuti tra gli anni novanta del XX secolo e i primi anni del XXI secolo, hanno riportato l'interno della chiesa alla bellezza originaria, liberando le volte gotiche dai pesanti intonaci che le ricoprivano.

## Descrizione

### Esterno

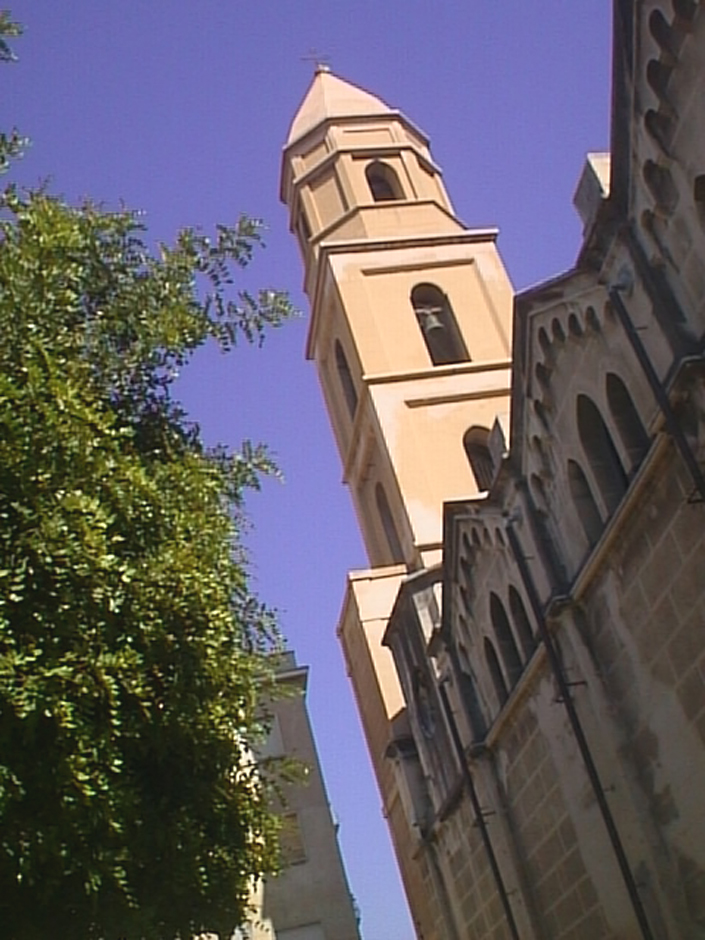
Torre campanaria

La facciata della chiesa è a capanna, decorata da archetti pensili trilobati. Al centro, sopra il portale, si apre il rosone, opera di rara bellezza, tra i migliori che si possano ammirare in Sardegna (simile al rosone della parrocchia di Guspini), meglio apprezzabile dall'interno.
Affianca la facciata un alto campanile, risalente a fasi costruttive diverse, quattro - cinquecentesca per quanto riguarda la canna quadra, settecentesca per la torretta ottagonale che la sovrasta, coperta inizialmente da un cupolino, sostituito nel novecento dall'attuale cuspide.
Sul fianco destro, in cui si notano i frutti dei brutti rifacimenti della prima metà del novecento, si apre un ingresso laterale, sopra il quale, nella lunetta ogivale, è ospitata una statuina della Madonna col Bambino, forse reperto della antica chiesa di Santa Maria del Porto.

### Interno

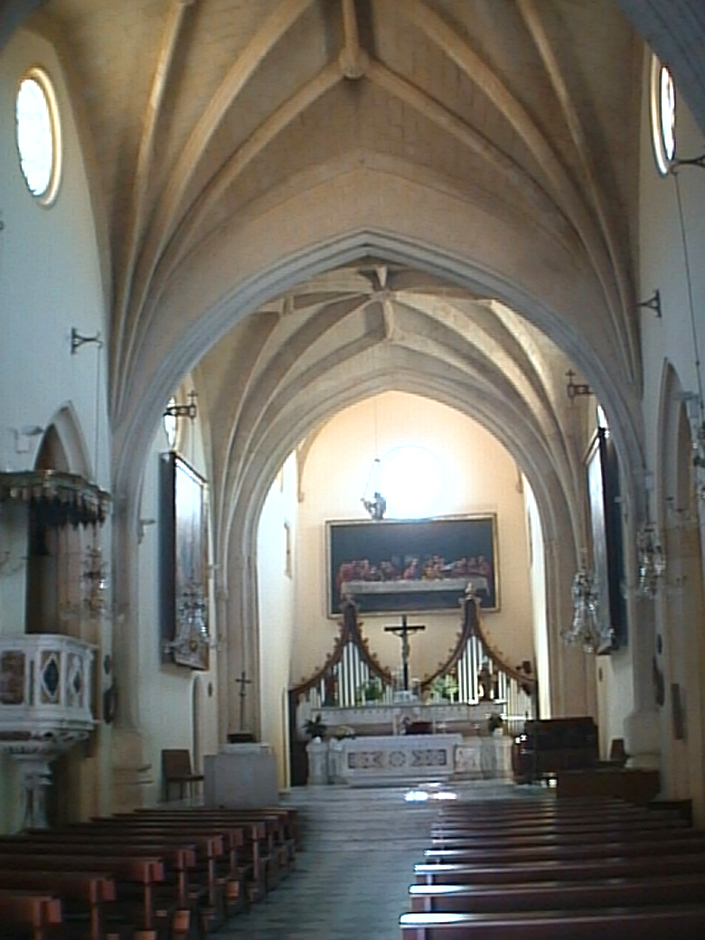
Navata centrale

L'interno di Sant'Eulalia si sviluppa in un'ampia navata centrale a cui si aggiungono le due navatelle laterali, costituite dagli spazi di intercomunicazione tra le cappelle laterali.
Le volte delle due campate e del presbiterio, risalenti probabilmente al XVI secolo, sono a crociera stellata e costituiscono l'elemento architettonico più interessante del tempio.
Le cappelle, quattro per lato, ospitano interessanti opere d'arte, arredi marmorei e dipinti; di particolare rilievo l'altare seicentesco della Madonna Addolorata (prima cappella a destra), l'altare settecentesco di Santa Eulalia ornato da una tela di Pietro Angeletti (seconda cappella a destra), la tela raffigurante l'Ultima Cena, del 1864, una delle ultime opere di Giovanni Marghinotti (prima cappella a sinistra), la statua di Santa Lucia, opera settecentesca in legno policromo di Antonio Lonis (seconda cappella a sinistra). Tra la terza e la quarta cappella a destra si trova il pulpito marmoreo in stile barocco, opera del XVIII secolo.
Il presbiterio, adeguato alle nuove esigenze liturgiche solo da pochi anni, ospita il vecchio altare maggiore, opera di scarso interesse, del 1919. Dietro il presbiterio si sviluppa un ambiente, coperto da cupola, detto coro, nella cui parete di fondo si ammira la tela ottocentesca di Antonio Caboni, copia dell'Ultima cena di Leonardo da Vinci. Il coro ospita l'organo collocato nel 1926 dalla ditta "Giuseppe Tronci e Leopoldo Del Sere" di Lucca che prima dei recenti restauri era ubicato nella tribuna di controfacciata.